# Cyrtarachne laevis
Cyrtarachne laevis là một loài nhện trong họ Araneidae.
Loài này thuộc chi Cyrtarachne. Cyrtarachne laevis được Tord Tamerlan Teodor Thorell miêu tả năm 1877.